# Internazionali d'Italia 1972
Internazionali d'Italia 1972 - чоловічий і жіночий тенісний турнір, що проходив на відкритих кортах з ґрунтовим покриттям Foro Italico в Римі (Італія). І чоловічий, і жіночий турніри належали до Commercial Union Assurance Grand Prix 1972. Відбувсь удвадцятьдев'яте і тривав з 24 квітня до 2 травня 1972 року. Титули в одиночному розряді здобули Мануель Орантес і Лінда Туеро.

## Фінальна частина

### Одиночний розряд, чоловіки
Мануель Орантес —  Ян Кодеш 4–6, 6–1, 7–5, 6–2

### Одиночний розряд, жінки
Лінда Туеро —  Ольга Морозова 6–4, 6–3

### Парний розряд, чоловіки
Іліє Настасе /  Йон Ціріак —  Лью Гоуд /  Фрю Макміллан 3–6, 3–6, 6–4, 6–3, 5–3, ret.

### Парний розряд, жінки
Леслі Гант /  Ольга Морозова —  Жель Шанфро /  Розальба Відо 6–3, 6–4